# Хрычково
Хрычково — деревня в восточной части Порховского района Псковской области. Входит в состав сельского поселения «Полонская волость».
Расположена в 27 км к северо-востоку от города Порхов и в 19 км к северо-востоку от волостного центра Полоное.
Численность населения составляет 28 жителей (2000 год).